# Плоскіна Віктор Михайлович
Плоскіна Віктор Михайлович (*1968) — український диригент, заслужений артист України.

## Біографія
Закінчив Львівську державну консерваторію ім. М.Лисенка (1993).
У 1998 здобув І премію Другого Національного конкурсу диригентів ім. С.Турчака (Київ).
З 2000 по 2002 рік очолював Сербський національний театр (м. Новий Сад).
В сезоні 2002—2003 — головний диригент і художній керівник симфонічного оркестру Дніпропетровської філармонії.
В сезоні 2004—2005 — головний диригент Кримської філармонії.
З жовтня 2007 року — головний диригент Великого театру Білорусі, з 2019 — головний запрошений диригент
Від жовтня 2019 р. — головний диригент Київської муніципальної опери.

## Погляди
Стосовно окупації Криму: 
|                                                       | ...Крим не наш, бо ми його просто проґавили. Проґавили не тоді, коли з’явилися так звані путінські зелені чоловічки, а значно раніше, бо багато років ми не проводили проукраїнської позиції. Вважаю, що анексія Криму також відбулася через те, що не мали в і досі не маємо української влади, хай це й дивно звучить. Бо фактично мали проросійську, навіть кремлівську владу |
| — https://day.kyiv.ua/uk/article/kultura/supermaestro | |

Щодо ситуації в Білорусі:
|                                             | При будь-якому розкладі, ситуації, білоруси зараз відбуваються як нація. Це те ж саме, що відбувалося в нас в 2004 році. Вони прийшли до тієї свідомості, що для того, щоб відстояти свої інтереси потрібно вийти на вулиці і заявити про це. [...] Щоб відчути ситуацію в Білорусі там потрібно пожити. Коли туди приїздити на невеликий проміжок часу, то здається, що там фантастична консервація Радянського союзу в позитивному розумінні. Але це не так. Лукашенку за цей період вдалося повністю знищити інтелігенцію, припинити спілкування білоруською мовою, запевнити білорусів, що лише він і більше ніхто. Більшість не завжди правильно вибирає. Більшість не завжди йде правильним шляхом. |
| — http://nrcu.gov.ua/news.html?newsID=93980 | |

## Нагороди
Лауреат Національної театральної премії республіки Білорусь.
Кавалер Ордена «За заслуги» ІІІ ступеня (Україна)